# To The Maxximum
A To The Maxximum a német eurodance duó Maxx debütáló albuma, mely 1994 júniusában jelent meg a Blow Up és Intercord lemezkiadóknál. Az albumról négy kislemez jelent meg: Get-A-Way, No More (I Can't Stand It) és a You Can Get It és az I Can Make You Feel Like című dalok.

## Megjelenések
CD  Németország Blow Up – INT 845.576
1. To The Maxximum Part I – 2:17
2. To The Maxximum Part II – 2:17
3. No More (I Can't Stand It) – 4:40
4. I Can Make You Feel Like – 5:55
5. Get-A-Way – 3:45
6. Suddenly – 4:18
7. Heart Of Stone – 4:17
8. Fight – 4:18
9. Voodoo Child – 5:34
10. You Can Get It – 4:24
11. Ritmo De La Casa – 4:15
12. Should I Stay, Should I Go – 4:54
13. I Want You – 5:19
14. Maxximum Extacy – 3:21
15. The Maxx Experience – 4:31

## Slágerlistás helyezések
| Cím             | Album megjelenés                                                    | Legmagasabb slágerlistás helyezés | Legmagasabb slágerlistás helyezés | Legmagasabb slágerlistás helyezés | Legmagasabb slágerlistás helyezés | Legmagasabb slágerlistás helyezés | Legmagasabb slágerlistás helyezés | Legmagasabb slágerlistás helyezés |
| Cím             | Album megjelenés                                                    | GER                               | AUT                               | FIN                               | NETH                              | SWE                               | SWI                               | UK                                |
| --------------- | ------------------------------------------------------------------- | --------------------------------- | --------------------------------- | --------------------------------- | --------------------------------- | --------------------------------- | --------------------------------- | --------------------------------- |
| To The Maxximum | - Megjelent: 1994 június 22 - Label: Blow Up - Formátum: CD, MC, LP | 22                                | 32                                | 6                                 | 25                                | 10                                | 29                                | 66                                |